# 케빈 (1991년)
케빈 우(영어: Kevin Christopher Woo 케빈 크리스토퍼 우[*]), 한국어 이름(본명): 우성현, 1991년 11월 25일~)는 대한민국에서 활동하는, 한국계 미국의 가수이자 뮤지컬 배우, 방송인이다.
《유키스(U-KISS)》의 보컬리스트였던 그는 미국 캘리포니아 주 댄빌에서 출생하였으며, 지난날 한때 미국 캘리포니아 주 로스 앤젤레스에서 잠시 유아기를 보낸 적이 있고 그 후 캘리포니아주 샌프란시스코에서 잠시 유년기를 보낸 적이 있는 그는 한국계 미국인 성악가 집안에서 1남 1녀 중 막내로 출생하였고 집안 재능을 물려받은 천부적이며 세련된 음성을 가지고 있음으로 알려져 있다.
한편 그의 아버지는 CF 광고 감독 출신이며 훗날 한때 1995년 7월에서부터 1996년 1월까지 SBS TV 시트콤 《LA 아리랑》의 프리 랜서 객원제작자문을 맡기도 했고 그의 어머니(1956년생)는 아버지(1959년생)보다 3년 연상녀로 패션 모델 출신. 그의 숙부(삼촌)는 이머뉴엘 우(Emmanuel Woo)라는 이름으로 독일에서 성악가 겸 뮤지컬 배우 활동을 하고 있다.
학창 시절에도 《코리아나》의 〈Hand in hand〉라는 곡과 《제퍼슨 에어플레인》의 〈White rabbit〉이라는 곡과 《제퍼슨 스타십》의 〈With your love〉라는 곡과 《스타십》의 〈Nothing's gonna stop us now〉라는 곡과 《잭 에프런》의 〈We're all in this together〉라는 곡과 《앨버트 해먼드》의 〈It never rains in Southern California〉라는 곡 등을 애창한 그는 2006년 KBS 주최 한국가요제에서 입상하였으며 같은 해 2006년 12월 댄스 팝 음악 그룹 《씽(Xing)》의 일원으로 하여금 가수로 데뷔하였으며, 2008년 8월부터 2017년 1월까지 《유키스(U-KISS)》의 보컬리스트로 활동했다. 현재는 주로 해외에서 앨범을 발매하고 공연을 하면서 꾸준히 가수로서 활동중이다.

## 출연작

### 텔레비전 프로그램
- 《THE M-wave》 (2010-2016) - 고정 진행자
- 《After School Club》 (2012-2016) - 고정 진행자

### 텔레비전 드라마
- 《어바웃 러브》 (2015) - 케빈 역

### 뮤지컬
- 《온에어》 (2011)